# Double Axle
Double Axle, noto in Giappone come Power Wheels (パワーホイールズ?, Pawā Hoīruzu), è un simulatore di guida arcade incentrato sulle monster truck. Venne sviluppato e pubblicato dalla Taito nel 1991.

## Modalità di gioco
Il giocatore guida una monster truck lungo tre diversi tracciati, abbinati per ciascuno ad un livello di difficoltà. L'obiettivo è quello di vincere ogni singola gara tagliando il traguardo al terzo posto o oltre. Queste piste durano un giro (tre in Power Wheels) e sono ricche di ostacoli e pericoli. Alle volte il giocatore deve fare attenzione quando si mette a scontrare con un qualsiasi sfidante, perché c'è il rischio di rallentare e talvolta di perdere il controllo del mezzo. Alla fine della corsa, a seconda del suo rendimento al giocatore viene assegnato un premio in denaro virtuale, utile per acquistare nuovi pezzi di ricambio per la sua monster truck.
Dopo la vittoria si ha accesso ad una fase bonus, il "Car Crushing Contest", ove nella quale il giocatore compete con il suo avversario per la distruzione di quanti più ostacoli con la monster truck entro i 40 secondi a disposizione. Se riuscirà a batterlo con più punti conquistati riceve dei soldi extra.
Completate tutte e tre le corse diventa disponibile l'evento finale di Double Axle, ovvero il "Demolition Derby". Simile al "Car Crushing Contest", il giocatore avrà esattamente 2 minuti di tempo per speronare e mandare fuori strada nove piloti rivali, e se non riesce nell'impresa, la partita finisce, a meno che inserisce un credito per continuarla.

## Accoglienza
In Giappone, la rivista Game Machine elencò Double Axle nel numero del 15 dicembre 1991 come la terza unità arcade di maggior successo del mese.